# Hospital de Occidente (Honduras)
El Hospital de Occidente, es uno de los más históricos y completos hospitales de la república de Honduras. Es el hospital más grande de la región occidental del país.

## Historia

### Antecedentes
En el siglo XIX, el estado de Honduras, no contaba con centros hospitalarios propiamente dichos que brindasen las atenciones médicas cualificadas que la población requería en casos de emergencias. Una de las mayores problemáticas del occidente del país era que sus ciudades se encontraban siempre en disputas bélicas y los heridos eran atendidos en barracas improvisadas, otra fue la llegada de las enfermedades virales como el "Colera morbus" que desencadenó una epidemia devastadora. 
Con la fundación de la Universidad Nacional de Occidente llegaron a Santa Rosa de Copán, médicos especializados que atendían en sus clínicas instaladas en sus residencias, mismos médicos eran catedráticos de la Facultad de medicina de la novel universidad; pero los servidores de Hipócrates se toparon con la problemática de no tener un sitio adecuado para ejercer e impartir la cátedra, por lo que la facultad desapareció y seguidamente lo haría el centro universitario en 1884.

### Centro de sangre
En 1902 el primer centro asistencial para las guerras fue la casa de Jesús Rodríguez, edificio ubicado en el centro de la ciudad y que fue ocupado para el tratamiento de los heridos en las batallas.

### Asilo de indigentes
Un grupo de personas caritativas se reunió con el fin de formar una organización pro construcción de hospital, estos se vieron favorecidos con el préstamo de un terreno y edificio para el funcionamiento en fecha hasta el 15 de febrero de 1905 del "Asilo de Indigentes", centro que llenaba para en esos días con las expectativas médicas necesarias, hasta la creación oficial como Hospital de Occidente. 

### Hospital de Occidente
A la ciudad llegó nombrado como gobernador del departamento de Copán, Jerónimo J. Reina quien fue parte ejecutora del proyecto de construcción del Hospital de Occidente; el gobernador donó el predio del terreno ubicado en el Barrio El Calvario, para tal fin y en 1912 se vieron acabadas las obras del complejo médico, dividido en pabellones rodeando una nave principal, todo a cargo del ingeniero Fernando Pineda Ugarte y el arquitecto salvadoreño Secundino Evora. Entre los médicos que laboraron en ese centro estaban: Doctor Ramón López Cobos, Doctor Ciro Mora, Doctor Francisco Bueso Cuéllar, Doctor Filadelfo Bueso, Doctor J. J. Jones, Doctor Jesús H. Medina, Doctor Vicente Mejía Colindres, Doctor Julio C. Bueso Cáceres, quienes también formaron parte de la directivas, como también lo fueron el Doctor y general Tiburcio Carias Andino, mientras fungió como gobernador del departamento de Copán, el obispo Emilio Morales Roque, el ingeniero Manuel Bueso Pineda, entre otros.
Entre 1919 a 1932 fueron atendidos en el hospital muchos heridos de las guerras civiles y levantamientos armados ocasionados por el fanatismo político, en el año de 1969 el centro hospitalario fue custodiado por militares, debido a la Guerra del Fútbol o "guerra de las cien horas" entre las repúblicas de El Salvador y Honduras, la ciudad de Santa Rosa de Copán fue uno de los blancos a bombardear por la aviación salvadoreña, mientras tanto el hospital se llenaba de combatientes heridos provenientes de la zona fronteriza.
Desde su fundación y al no haber una escuela de enfermería en Honduras, estos servicios fueron prestados vocacionalmente y desinteresadamente hasta 1948, por las “Hermanas Terciarias Franciscanas de la Inmaculada Concepción de María”, desde 1950 el hospital cuenta con enfermeras/ros profesionales y enfermeras/ros auxiliares.  
El hospital pasó a formar parte del sistema nacional, por lo que el Ministerio de Salud Pública acordó renombrarlo como: Hospital Regional de Occidente y de esta forma cubriría la zona occidental de Honduras, lo que comprendía a los departamentos de Copán, Ocotepeque, Gracias y Santa Bárbara, unos años después fue nombrado como Hospital Nacional de Occidente con el fin de que, aparte de cubrir la zona del occidente a excepción del departamento de Santa Bárbara; se ampliaba su rango hasta cubrir casos médicos de cualquier parte del país y evacuar asistencias sanitarias de cualquier índole en aproximados unos 500,000 habitantes.
En 2004 se fundó un Comité de Apoyo para el Hospital de Occidente, por parte de oficinas bancarias, la Iglesia católica, organizaciones no gubernamentales, grupos de activistas y clubes internacionales todo con el fin de brindar su ayuda, para la buena ejecución de la sanidad hondureña. 
En el hospital se realizaron en 2008 obras de restauración de pintura de paredes interiores a un monto de US$ 14,850.28 dólares y además de un pintado de paredes y limpieza de las instalaciones físicas a un monto de US$ 10,303.23 dólares patrocinados por la ONG estadounidense CAMO.
En 2010 se realizaron reformas en la sala de urgencias, separándola por completo del ala principal del edificio. Para el año 2013 el principal hospital del occidente del país, junto con los pequeños hospitales Juan Manuel Gálvez de la ciudad de Gracias y hospital de San Marcos de ocotepeque, cubrían la necesidad de más de 600,000 habitantes.

## Servicios y distribución hospitalios

### Servicios
- Urgencias (Emergencias, cirugía menor, primeras intervenciones y tratamientos)

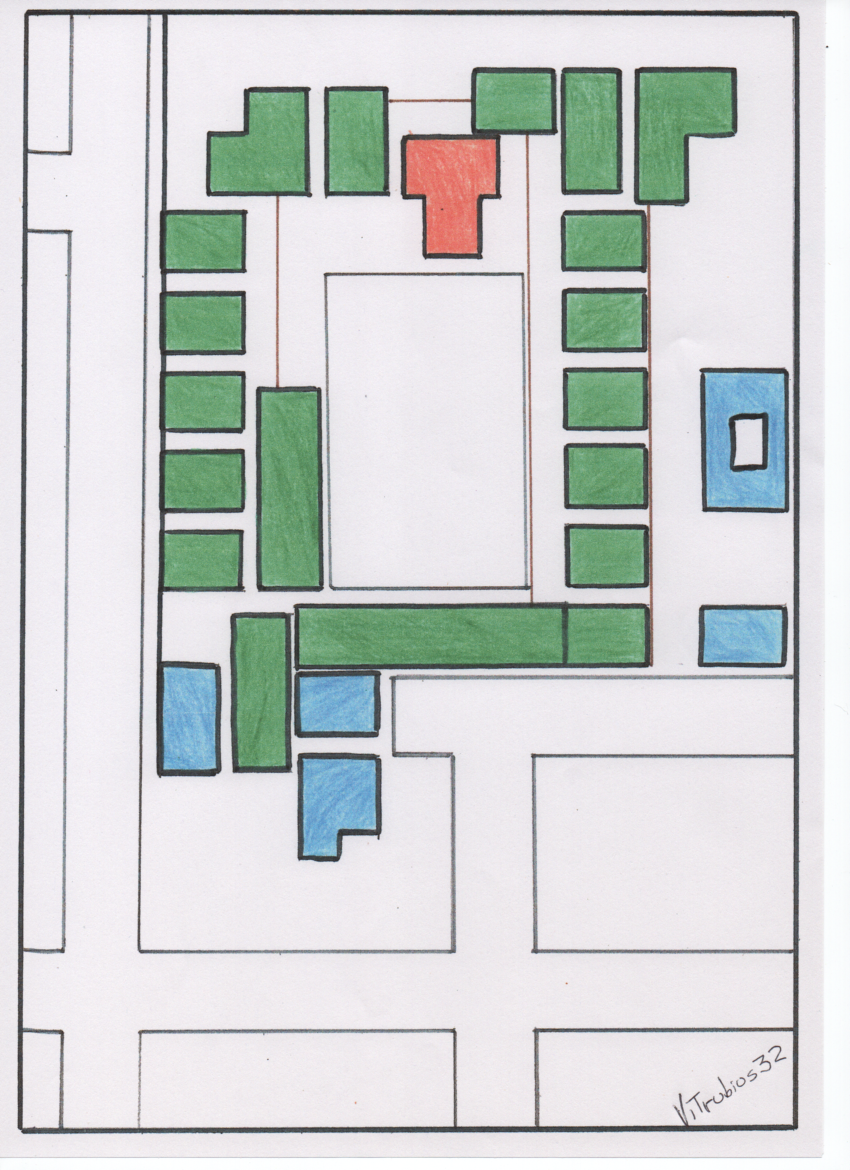
Plano de planta del Hospital de Occidente.
En color verde, pabellones médicos fundados en 1912 y años sucesivos.
En color rojo capilla.
En color azul, nuevos edificios de emergencia, atenciones sin ingreso, oficinas, estacionamiento.

- Ingreso hospitalario
- Consultas externas
- Labor y parto
- Cirugía
- Ortopedía

### Distribución del centro hospitalario
El edificio se encuentra en un terreno de 5 acres, divididos de la siguiente manera:  
- Sala de urgencias
- Pabellón de maternidad y lactancia (Recién nacidos, pediatría, ortopedia pediátrica, lactantes)
- Pabellón femenino (Medicina mujeres, cirugía mujeres, ortopedia mujeres, ginecología, obstetricia)
- Pabellón masculino (medicina hombres, cirugía hombres, ortopedia hombres)
- Pabellón de UCI (Unidad de Cuidados Intensivos)
- Salas quirúrgicas
- Rayos X
- Endoscopia
- Laboratorio
- Farmacia
- Oficinas
- Capilla
- Estacionamiento
- Centro de residuos

## Problemática económica
El hospital se ha visto con problemas para el abastecimiento de medicinas, alimentos, ropa de cama, etc. debido al recorte presupuestario que era de 171 millones de Lempiras.

## Ubicación
- Barrio El Calvario, Santa Rosa de Copán, Honduras.
- Teléfono: +(504)-26620107, 26620128.

## Directores
Entre algunos de los destacados directores del centro asistencial, se encuentran:
- Doctor Ramón López Cobos, 1919-1934
- Doctor Jesús Humberto Medina, 1934-1954
- Doctor Julio C. Bueso, 1954-1956
- Doctor José Eduardo Gauggel Rivas, 1956-1972
- Doctor Fernando Hilsaca, 1972-1980
- Doctor Rodolfo Eugenio Interiano Torres,1980-1987
- Doctor Arnulfo Bueso Pineda, 1987-1995
- Doctor Ezequiel Morales, 1995-2000
- Doctor Luis Pintor, 2000-2010
- Doctor Juan Carlos Cardona, (2010-2022)
- Doctora Marith Lopez, (Actual)